# ジャン・ダバン
ジャン・ダバン（Jean Dabin、1889年7月9日 - 1971年8月13日）は、ベルギーの法学者。第二次世界大戦後の自然法論の再生に力を尽くした。

## 人物
ベルギーのリエージュに生まれ、郷里の大学を卒業して弁護士となる。第一次世界大戦中、ドイツ軍がベルギーに不法侵入した際には、「ディナン虐殺の真相」というパンフレットを書いて対独レジスタンスを行い投獄された。その後はリエージュ大学でしばらく教えた後、ルーヴァン大学に招聘され、退官まで40年間教えた。
フランソワ・ジェニーのトマス主義法哲学の継承者であったが、「組織された社会の規範」ということに法概念の核心を見いだし、その点では自然法論者であったジェニーとすら袂を分かつ。彼は、人間の本性の一定的傾向としての倫理的自然法の存在を肯定するが、それは法的思考における所与のものではなく、その意味で「法律家の法」たりえず、法律的自然法なるものは存在しないとした。これは、倫理的自然法を無批判に受容することに本能的に反発する多くの法律家を満足させた。

## 主な著作
- 『実定法形成の秘術』
- 『法の一般理論』
- 『権利論』
- 『国家とは何か』

### 邦訳
- (水波朗)『法の一般理論』（創文社、1961年）
- (水波朗)『国家とは何か』（創文社、1975年）
- (水波朗)『権利論』（創文社、1977年）